# Athens (Vermont)
Athens ist eine Town im Windham County des Bundesstaates Vermont in den Vereinigten Staaten mit 380 Einwohnern (laut Volkszählung von 2020).

## Geografie

### Geografische Lage
Die Town Athens besitzt nur einen einzigen Siedlungskern, der ebenfalls Athens heißt. Es handelt sich dabei um ein Straßendorf, das in Nord-Süd-Ausrichtung in einem Tal der Green Mountains liegt, das etwa zehn Kilometer westlich parallel zum Connecticut River verläuft. Die Ortschaft wird von der Vermont State Route 35 durchzogen, die die Gemeinde im Norden an Cambridgeport, im Südwesten an Townshend anschließt. Die nördliche Grenze der Town berührt den Saxtons River, einen Zufluss des Connecticut River.

### Nachbargemeinden
Alle Entfernungen sind als Luftlinien zwischen den offiziellen Koordinaten der Orte aus der Volkszählung 2010 angegeben.
- Norden: Grafton, 2,9 km
- Nordosten: Rockingham, 10,4 km
- Osten: Westminster, 10,2 km
- Süden: Brookline, 3,3 km
- Südwesten: Townshend, 9,4 km

### Klima
Die mittlere Durchschnittstemperatur in Athens liegt zwischen −15,0 °C (5° Fahrenheit) im Januar und 26,7 °C (80° Fahrenheit) im Juli. Damit ist der Ort gegenüber dem langjährigen Mittel Vermonts um etwa 2,5 Grad kühler. Die Schneefälle zwischen Oktober und Mai liegen mit rund zwei Metern, mit einem Spitzenwert im Januar von etwa 45 cm, etwa doppelt so hoch wie die mittlere Schneehöhe in den USA. Die tägliche Sonnenscheindauer liegt am unteren Rand des Wertespektrums der USA.

## Geschichte
Die Town wurde am 3. Mai 1780 durch Gouverneur Benning Wentworth im Zuge der Proklamationen der Vermont Charta gegründet; die Besiedlung fand von Massachusetts aus statt. Der Grund für die Namensgebung der Town ist nicht überliefert; in der ersten Erwähnung des Ortes wird von Athans statt Athens gesprochen, so dass nicht zwingend die Stadt Athen Namensgeber sein muss. Ursprünglich etwa doppelt so groß wie heute, wurde die südliche Hälfte der 1780 ausgerufenen Siedlungsfläche am 30. November 1794 abgespalten und zur eigenständigen Town Brookline erklärt. Zwischen 1827 und 1907 war in der Gemeinde ein eigenes Postamt angesiedelt.

### Einwohnerentwicklung
| Volkszählungsergebnisse – Town of Athens, Vermont | Volkszählungsergebnisse – Town of Athens, Vermont | Volkszählungsergebnisse – Town of Athens, Vermont | Volkszählungsergebnisse – Town of Athens, Vermont | Volkszählungsergebnisse – Town of Athens, Vermont | Volkszählungsergebnisse – Town of Athens, Vermont | Volkszählungsergebnisse – Town of Athens, Vermont | Volkszählungsergebnisse – Town of Athens, Vermont | Volkszählungsergebnisse – Town of Athens, Vermont | Volkszählungsergebnisse – Town of Athens, Vermont | Volkszählungsergebnisse – Town of Athens, Vermont |
| Jahr                                              | 1700                                              | 1710                                              | 1720                                              | 1730                                              | 1740                                              | 1750                                              | 1760                                              | 1770                                              | 1780                                              | 1790                                              |
| ------------------------------------------------- | ------------------------------------------------- | ------------------------------------------------- | ------------------------------------------------- | ------------------------------------------------- | ------------------------------------------------- | ------------------------------------------------- | ------------------------------------------------- | ------------------------------------------------- | ------------------------------------------------- | ------------------------------------------------- |
| Einwohner                                         |                                                   |                                                   |                                                   |                                                   |                                                   |                                                   |                                                   |                                                   |                                                   | 450                                               |
|                                                   |                                                   |                                                   |                                                   |                                                   |                                                   |                                                   |                                                   |                                                   |                                                   |                                                   |
| Jahr                                              | 1800                                              | 1810                                              | 1820                                              | 1830                                              | 1840                                              | 1850                                              | 1860                                              | 1870                                              | 1880                                              | 1890                                              |
| Einwohner                                         | 459                                               | 478                                               | 507                                               | 415                                               | 378                                               | 359                                               | 382                                               | 295                                               | 284                                               | 205                                               |
|                                                   |                                                   |                                                   |                                                   |                                                   |                                                   |                                                   |                                                   |                                                   |                                                   |                                                   |
| Jahr                                              | 1900                                              | 1910                                              | 1920                                              | 1930                                              | 1940                                              | 1950                                              | 1960                                              | 1970                                              | 1980                                              | 1990                                              |
| Einwohner                                         | 180                                               | 201                                               | 123                                               | 132                                               | 136                                               | 139                                               | 142                                               | 159                                               | 250                                               | 313                                               |
|                                                   |                                                   |                                                   |                                                   |                                                   |                                                   |                                                   |                                                   |                                                   |                                                   |                                                   |
| Jahr                                              | 2000                                              | 2010                                              | 2020                                              | 2030                                              | 2040                                              | 2050                                              | 2060                                              | 2070                                              | 2080                                              | 2090                                              |
| Einwohner                                         | 340                                               | 442                                               | 380                                               |                                                   |                                                   |                                                   |                                                   |                                                   |                                                   |                                                   |

## Wirtschaft und Infrastruktur

### Verkehr
Die Vermont State Route 35 verläuft in nordsüdlicher Richtung durch die Town. Sie verbindet Athens mit Grafton im Norden und Townshend im Süden. Zusätzlich gibt es nur wenige Straßen auf dem Gebiet der Town.

### Öffentliche Einrichtungen
In Athens gibt es kein Krankenhaus. Das nächstgelegene ist das Springfield Hospital in Springfield.

### Bildung
Athens gehört mit Bellows Falls, Grafton, Saxton und Westminster zur Windham Northeast Supervisory Union. Es gibt keine Schule in Athens. Diese stehen in den angeschlossenen Towns zur Verfügung.

## Persönlichkeiten

### Söhne und Töchter der Stadt
- James M. Shafter (1816–1892), Politiker und Secretary of State von Vermont
- Henry L. Bowles (1866–1932), Politiker und Vertreter des Bundesstaates Massachusetts im US-Repräsentantenhaus